# Varpaisjärvi
Varpaisjärvi est une ancienne municipalité du centre-est de la Finlande, dans la région de Savonie du Nord.
Varpaisjärvi a fusionné avec la commune de Lapinlahti au début de l'année 2011.

## Présentation
Petite municipalités rurale, elle se situe à l'écart des grands axes commerciaux et touristiques du pays.
Faute d'industries, l'agriculture et la sylviculture sont les moteurs quasi-exclusifs de l'économie.
L'agriculture y est d'ailleurs nettement plus développée que chez ses voisines du nord et de l'est, bien plus sauvages.
On y trouve également un grand nombre de petits lacs, et l'extrémité nord du grand lac Syväri, pour un total de 340 km de berges.
Le principal monument digne d'intérêt est l'église de Varpaisjärvi de style romantisme national (Josef Stenbäck, 1904).